# Коулмен
Коулмен (на английски: Coulman Island) е остров в северозападната част на море Рос, простиращо се в Тихоокеанския сектор на Южния океан. Разположен е на 17 km югоизточно от нос Джоунс, на Брега Борхгревинк, Земя Виктория. Дължина от север на юг 33,3 km, ширина до 14,8 km, площ 204 km². Бреговете му са стръмни, заети от отвесни ледени откоси. Максимална височина (1998 m). В южната му част е разположена калдерата Коулмен с диаметър 4,8 km и дълбочина 701 m.
Островът е открит на 17 януари 1841 г. от британската антарктическа експедиция (1840 – 43), възглавявана от видния английски полярен изследовател Джеймс Кларк Рос и е наименуван от него в чест на своя тъст Томас Коулмен.